# Esther Mbagari

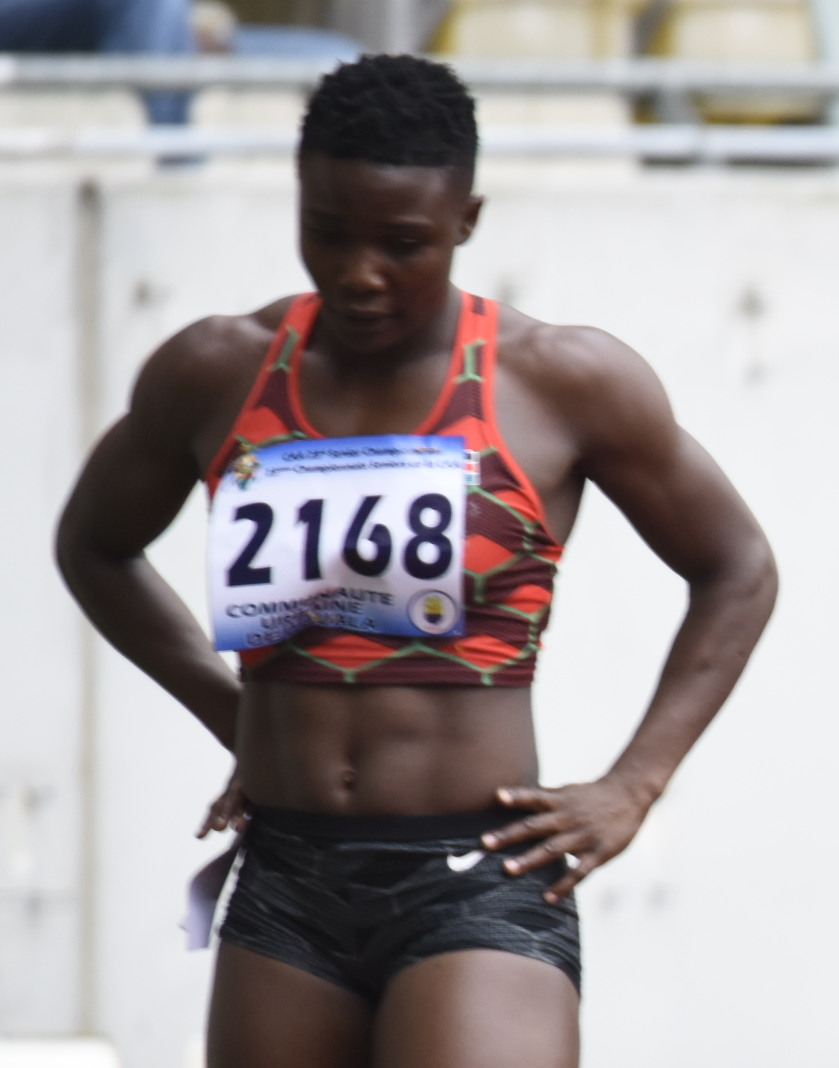
Esther Mbagari (2024)

Esther Mbagari (* 20. Dezember 2000) ist eine kenianische Leichtathletin, die sich auf den Sprint spezialisiert hat.

## Sportliche Laufbahn
Erste internationale Erfahrungen sammelte Esther Mbagari im Jahr 2024, als sie bei den Afrikaspielen in Accra mit 24,25 s im Halbfinale im 200-Meter-Lauf ausschied und über 100 Meter mit 12,00 s nicht über den Vorlauf hinauskam. Zudem kam sie mit der kenianischen 4-mal-100-Meter-Staffel im Finale nicht ins Ziel. Im Juni schied sie bei den Afrikameisterschaften in Douala mit 11,77 s in der ersten Runde im 100-Meter-Lauf aus und schied über 200 Meter mit 23,77 s im Halbfinale aus. Zudem belegte sie mit der 4-mal-100-Meter-Staffel in 46,63 s den siebten Platz und gewann mit der 4-mal-400-Meter-Staffel in 3:32,65 min gemeinsam mit Joan Cherono, Veronica Mutua und Mercy Chebet die Bronzemedaille hinter den Teams aus Nigeria und Sambia.
In den Jahren 2023 und 2024 wurde Mbagari kenianische Meisterin im 100- und 200-Meter-Lauf.

## Persönliche Bestzeiten
- 100 Meter: 11,60 s (+1,8 m/s), 27. Januar 2024 in Nairobi
- 200 Meter: 23,53 s (−1,3 m/s), 23. Juni 2023 in Nairobi